# Суперкубок Азербайджана по футболу
Суперкубок Азербайджана по футболу — футбольное соревнование в Азербайджане, проводимое перед началом футбольного сезона и состоящее из одного матча между победителем Премьер-лиги Азербайджана и обладателем Кубка Азербайджана предыдущего сезона. В случае, если Кубок и чемпионат выиграл 1 клуб, то в Суперкубке играют чемпион страны и финалист Кубка.

## История
История проведения Суперкубков Азербайджана по футболу начинается в 1992 году, когда после обретения независимости впервые был проведен чемпионат и Кубок Азербайджана по футболу.
В первом же футбольном сезоне было решено провести матч за Суперкубок Азербайджана, который в то время назывался Кубок «Сахар» (по названию одноименной газеты, ставшей учредителем данного турнира).
Однако после розыгрыша третьего по счету Суперкубка в 1995 году Футбольная Федерация Азербайджана перестала проводить матч за Суперкубок, который повторно был разыгран лишь спустя 18 лет - в 2013 году.

### Кубок «Сахар»

#### 1993
В первом по счету «Суперкубке Сахар» встретились первый владелец чемпионского титула независимого Азербайджана - бакинский «Нефтчи» и обладатель первого Кубка страны - бакинский «Иншаатчи». Игра прошла 21 февраля 1993 года на нейтральном поле в Сумгаите (на Центральном городском стадионе имени Мехти Гусейнзаде) и завершилась разгромной победой «нефтяников» со счётом 4:1.

#### 1994
Так как в сезоне 1993 года агдамский «Карабах» сделал золотой дубль, выиграв и чемпионат, и Кубок страны, то организационный комитет решил не проводить матч за «Суперкубок Сахар» и вручил данный трофей «скакунам».

#### 1995
В 1995 году был проведен третий по счету «Суперкубок Сахар», в котором встретились серебряный призер чемпионата Азербайджана - товузский «Туран» и обладатель Кубка страны - бакинский «Нефтчи».
Чемпион страны гянджинский «Кяпаз» отказался от участия в матче. Решено было вновь провести игру в Сумгаите на Центральном городском стадионе имени Мехти Гусейнзаде, которая на этот раз состоялась летом - 23 июня 1995 года. Основное время матча завершилось вничью 1:1, а в послематчевых пенальти со счётом 8:7 победили бакинцы. Это был второй по счету Суперкубок «флагмана».

### Суперкубок

#### 2013
Проведение матчей за Суперкубок Азербайджана возобновилось в 2013 году, когда по решению организационного комитета ПФЛ было принято решение о проведении IV Суперкубка Азербайджана 23 октября 2013 года в столице Нахчыванской Автономной Республики - городе Нахичевань.
Решающую роль в возобновлении проведения матча за Суперкубок сыграл президент ПФЛ Рамин Мусаев. Игра прошла в присутствии 8900 зрителей на обновленном городском стадионе имени Автономной Республики. Третья попытка бакинского «Нефтчи» завоевать данный трофей оказалась неудачной. Путь бакинцам преградили «кораблестроители» из ФК «Хазар-Ленкорань», обыгравшие столичный клуб со счётом 2:1.

## Результаты
| Сезон | Дата и место проведения | Победитель        | Счёт                 | Проигравший       |
| ----- | --- | ----------------- | -------------------- | ----------------- |
| 1993  | 21 февраля 1993 Сумгаит, Центральный городской стадион имени Мехти Гусейнзаде, 5500 зрителей                                                  | «Нефтчи» (Баку)   | 4:1                  | «Иншаатчи» (Баку) |
| 1994  | По решению организационного комитета оформивший дубль в сезоне «Карабах» Агдам был автоматически объявлен обладателем Суперкубка Азербайджана | «Карабах» Агдам   |                      |                   |
| 1995  | 23 июня 1995 Сумгаит, Центральный городской стадион имени Мехти Гусейнзаде, 3500 зрителей                                                     | «Нефтчи» (Баку)   | 1:1 д.в. (пен. 10:9) | «Туран» Товуз     |
| 2013  | 23 октября 2013 Нахичевань, Центральный городской стадион имени Нахчыванской Автономной Республики, 9800 зрителей                             | «Хазар-Ленкорань» | 2:1                  | «Нефтчи» (Баку)   |

## Статистика по клубам
| М | Клуб              | Победы | Поражения | Сезоны побед | Сезоны поражений |
| - | ----------------- | ------ | --------- | ------------ | ---------------- |
| 1 | Нефтчи (Баку)     | 2      | 1         | 1993, 1995   | 2013             |
| 2 | Карабах (Агдам)   | 1      | 0         | 1994         | —                |
| 3 | Хазар-Ленкорань   | 1      | 0         | 2013         | —                |
| 4 | «Иншаатчи» (Баку) | 0      | 1         | —            | 1993             |
| 5 | «Туран» Товуз     | 0      | 1         | —            | 1995             |